# أندريا بارزالي

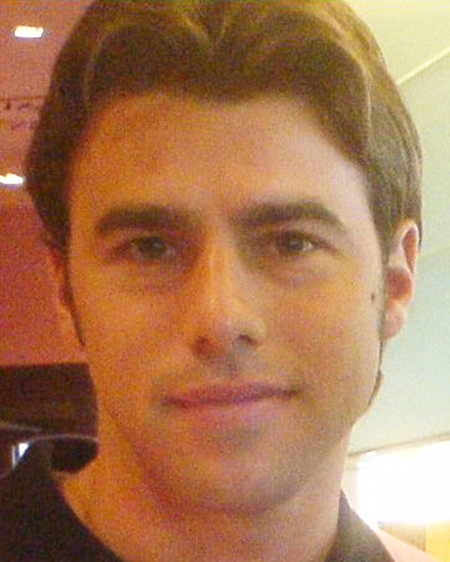
أندريا بارزالي

أندريا بارزالي (بالإيطالية: Andrea Barzagli)‏ (مواليد 8 مايو 1981) هو لاعب كرة قدم إيطالي سابق، وقد كان من بين منتخب إيطاليا لكرة القدم أثناء حصوله على بطولة كأس العالم. لعب في الدوري الإيطالي الدرجة الأولى لصالح نادي يوفنتوس وقد اعتزل كرة القدم عام 2019.
بدأ اللعب مع نادي روندينلا كالشيو، ثم انتقل إلى بستويزي، ثم إلى نادي أسكولي، ثم كييفو فيرونا، قبل أن يوقع عقداً مع باليرمو في صيف 2004. لعب 73 مباراة دولية مع المنتخب الإيطالي، وقد شارك كلاعب أساسي في ربع نهائي كأس العالم لكرة القدم 2006 في مباراة إيطاليا ضد منتخب أوكرانيا لكرة القدم بعد إصابة ألساندرو نيستا وحرمان ماركو ماتيراتسي من اللعب. حصل بارزالي أيضاً على الميدالية البرونزية في دورة الألعاب الأولمبية 2004. كرم بارزالي مع منتخب إيطاليا بعد حصولهم على كأس العالم بمرتبة فارس (Cavaliere Ufficiale OMRI). يتميز بارزالي بطول قامته الفارع طوله 187 cm وأفضل من يقفز في منطقة ال18

## الإنجازات

### النادي
فولفسبورغ
- الدوري الألماني (1): 2008–09

 يوفنتوس
- الدوري الإيطالي (8): 2011–12، 2012–13، 2013–14، 2014–15، 2015–16، 2016–17، 2017–18، 2018–19
- كأس إيطاليا (4): 2015، 2016، 2017، 2018
- كأس السوبر الإيطالي (4): 2012، 2013، 2015[5][6]، 2018
- دوري أبطال أوروبا وصيف: 2015[7]، 2017[8]

### المنتخب
إيطاليا
- كأس العالم (1): 2006[9]
- بطولة أمم أوروبا وصيف: 2012

## وصلة خارجية
- أندريا بارزالي على موقع الاتحاد الدولي (مؤرشف)  (الإنجليزية)
- أندريا بارزالي على موقع الاتحاد الأوربي (الإنجليزية)
- أندريا بارزالي على موقع قاعدة بيانات كرة القدم.إي يو (الإنجليزية)
- أندريا بارزالي على موقع ليكيب (الفرنسية)
- أندريا بارزالي على موقع ناشيونال فوتبول تيمز (الإنجليزية)
- أندريا بارزالي على موقع Soccerway.com (الإنجليزية)
- أندريا بارزالي على موقع عالم كرة القدم.نت (الإنجليزية)
- أندريا بارزالي على موقع كووورة
- أندريا بارزالي على موقع اللجنة الأولمبية الدولية (الإنجليزية)
- أندريا بارزالي على موقع أوليمبيديا (الإنجليزية)
- أندريا بارزاجلي[وصلة مكسورة]